# Megastes
Megastes é um gênero de mariposa pertencente à família Crambidae.